# Daloa
Daloa é um dos 58 departamentos da Costa do Marfim. Localizada a oeste de Yamoussoukro, na região de Haut-Sassandra. É também o nome de uma cidade da região, com uma população de mais de 200.000 habitantes. A cidade de Daloa é uma capital regional e um importante centro de comércio, particularmente do cacau. Durante a Guerra civil na Costa do Marfim que se estendeu de 2002 a 2004, ocorreu um massacre feito pelas tropas do governo na cidade em outubro de 2002.
Entre as pessoas de Daloa se inclui Ernesto Djédjé. A cidade é servida pelo Aeroporto de Daloa.

## Cidades-irmãs
- , Campinas, desde 1982.
- , Pau, Pireneus-Atlânticos, desde 1984.